# Kaimar Saag
Kaimar Saag (Viljandi, 5 agosto 1988) è un calciatore estone, attaccante del Tulevik Viljandi.

## Carriera

### Club

#### Gli inizi
Dopo aver giocato per Kirm Suure-Jaani e Kodugaas Viljandi, Saag è passato al Levadia Tallinn, compagine militante in Meistriliiga. Contemporaneamente, ha giocato per il Levadia Tallinn 2, squadra riserve del club omonimo, partecipante all'Esiliiga. Agli inizi del 2007 è passato al Kalev Tallinn con la formula del prestito, per poi tornare al Levadia Tallinn in estate e completare la stagione.

#### Silkeborg
Il 25 gennaio 2008 è stato reso noto il passaggio di Saag ai danesi del Silkeborg, militanti in 1. Division – secondo livello del campionato danese – e a cui si è legato fino al 30 giugno 2012. Ha contribuito alla promozione in Superligaen arrivata al termine del campionato 2008-2009.
Il 19 luglio 2009 ha avuto così l'opportunità di debuttare nella massima divisione locale, schierato titolare in occasione del pareggio per 1-1 maturato sul campo dell'HB Køge. Il 16 agosto successivo ha trovato la prima rete in questa divisione, nella sconfitta casalinga per 2-3 contro l'Esbjerg.

#### Vejle
Il 1º maggio 2012, il Vejle-Kolding ha reso noto d'aver ingaggiato Saag con un contratto biennale. Il 29 luglio ha esordito con questa maglia, schierato titolare nel pareggio per 1-1 maturato sul campo dell'HB Køge. Il 5 agosto ha segnato le prime reti, mettendo a referto una tripletta nel 4-1 inflitto allo Skive. Nel corso della stagione ha subito un infortunio al legamento crociato che ne ha limitato lo spazio. Saag ha chiuso la prima annata con 8 presenze e 3 reti.
Rimasto in squadra anche nell'annata successiva, in cui il Vejle-Kolding aveva cambiato la propria denominazione in Vejle, a seguito della scissione dal Kolding, Saag ha disputato 20 partite tra campionato e coppa, segnando 6 reti. Il 30 giugno 2014, il club ha reso noto che il contratto del calciatore non sarebbe stato rinnovato.

#### Assyriska
Svincolato, in data 6 luglio 2014 ha firmato un contratto valido fino al termine dell'annata con l'Assyriska, squadra svedese militante in Superettan, secondo livello del campionato. Ha debuttato il 19 luglio successivo, impiegato da titolare nella sconfitta per 4-0 arrivata in casa dello Jönköpings Södra. Rimasto in squadra fino al termine dell'annata, ha totalizzato 6 presenze nel corso di questa porzione di stagione, senza segnare alcuna rete.

#### Il ritorno al Levadia Tallinn
Il 2 marzo 2015, il Levadia Tallinn ha reso noto d'aver riportato in squadra Saag. Il 3 marzo ha segnato una doppietta ai danni del Santos Tartu, contribuendo così al successo per 5-0 della sua squadra nell'Eesti Superkarikas 2015. Il 6 marzo è tornato a giocare nella Meistriliiga, schierato titolare nel pareggio per 0-0 contro l'Infonet. Saag ha disputato 28 partite di campionato, mettendo a referto 5 reti: il Levadia Tallinn ha chiuso l'annata al 2º posto in classifica.

#### Nybergsund
Libero da vincoli contrattuali, in data 19 febbraio 2016 ha firmato un accordo annuale con il Nybergsund, compagine norvegese militante in 2. divisjon, terzo livello del campionato locale. Ha esordito in squadra il 9 aprile successivo, schierato titolare nel pareggio per 2-2 maturato sul campo dell'HamKam: nella stessa partita, ha trovato la prima rete con questa maglia. Ha chiuso l'annata con 27 presenze e 18 reti tra campionato e coppa, con il Nybergsund che si è classificato al 5º posto finale nel proprio raggruppamento.
Il 20 gennaio 2017 ha rinnovato il contratto che lo legava al club per un'ulteriore stagione.

#### B36 Tórshavn
Il 16 gennaio 2018, Saag è stato ingaggiato dai faroesi del B36 Tórshavn.

### Nazionale
A livello giovanile, Saag ha rappresentato l'Estonia under 17, Under-18, Under-19 e Under-21. Successivamente ha esordito in Nazionale maggiore: l'8 settembre 2007 ha infatti sostituito Tarmo Kink nella sconfitta in amichevole contro la Croazia per 2-0. Il 30 dicembre 2009 ha trovato la prima rete, nel successo per 0-1 contro l'Angola. Tra il 2007 ed il 2014 ha disputato 46 partite per l'Estonia, mettendo a referto 3 reti.

## Statistiche

### Presenze e reti nei club
Statistiche aggiornate al 18 gennaio 2018.
| Stagione                | Club                    | Campionato              | Campionato | Campionato | Coppe nazionali | Coppe nazionali | Coppe nazionali | Coppe continentali | Coppe continentali | Coppe continentali | Supercoppe | Supercoppe | Supercoppe | Totale | Totale |
| Stagione                | Club                    | Comp                    | Pres       | Reti       | Comp            | Pres            | Reti            | Comp               | Pres               | Reti               | Comp       | Pres       | Reti       | Pres   | Reti   |
| ----------------------- | ----------------------- | ----------------------- | ---------- | ---------- | --------------- | --------------- | --------------- | ------------------ | ------------------ | ------------------ | ---------- | ---------- | ---------- | ------ | ------ |
| lug.-dic. 2005          | Levadia Tallin          | ML                      | 3          | 1          | CE              | ?               | ?               | UCL                | -                  | -                  | -          | -          | -          | 3+     | 1+     |
| 2006                    | Levadia Tallin          | ML                      | 2          | 0          | CE              | ?               | ?               | CU                 | ?                  | ?                  | -          | -          | -          | 2+     | 0+     |
| lug.-dic. 2005          | Levadia Tallin 2        | EL                      | 10         | 10         | -               | -               | -               | -                  | -                  | -                  | -          | -          | -          | 10     | 10     |
| 2006                    | Levadia Tallin 2        | EL                      | 27         | 37         | -               | -               | -               | -                  | -                  | -                  | -          | -          | -          | 27     | 37     |
| gen.-lug. 2007          | Kalev Tallinn           | ML                      | 14         | 1          | CE              | ?               | ?               | -                  | -                  | -                  | -          | -          | -          | 14+    | 1+     |
| lug.-dic. 2007          | Levadia Tallin          | ML                      | 13         | 3          | CE              | ?               | ?               | UCL                | 2                  | 0                  | -          | -          | -          | 15+    | 3+     |
| gen.-giu. 2008          | Silkeborg               | 1D                      | 11         | 3          | CD              | -               | -               | -                  | -                  | -                  | -          | -          | -          | 11     | 3      |
| 2008-2009               | Silkeborg               | 1D                      | 5          | 0          | CD              | 1               | 0               | -                  | -                  | -                  | -          | -          | -          | 6      | 0      |
| 2009-2010               | Silkeborg               | SL                      | 19         | 2          | CD              | 1               | 0               | -                  | -                  | -                  | -          | -          | -          | 20     | 2      |
| 2010-2011               | Silkeborg               | SL                      | 31         | 7          | CD              | 1               | 0               | -                  | -                  | -                  | -          | -          | -          | 32     | 7      |
| 2011-2012               | Silkeborg               | SL                      | 19         | 2          | CD              | 2               | 1               | -                  | -                  | -                  | -          | -          | -          | 21     | 3      |
| Totale Silkeborg        | Totale Silkeborg        | Totale Silkeborg        | 84         | 14         |                 | 5               | 1               |                    | -                  | -                  |            | -          | -          | 89     | 15     |
| 2012-2013               | Vejle                   | 1D                      | 8          | 3          | CD              | 0               | 0               | -                  | -                  | -                  | -          | -          | -          | 8      | 3      |
| 2013-2014               | Vejle                   | 1D                      | 16         | 3          | CD              | 4               | 3               | -                  | -                  | -                  | -          | -          | -          | 20     | 6      |
| Totale Vejle            | Totale Vejle            | Totale Vejle            | 24         | 6          |                 | 4               | 3               |                    | -                  | -                  |            | -          | -          | 28     | 9      |
| lug.-dic. 2014          | Assyriska               | S                       | 5          | 0          | CS              | 1               | 0               | -                  | -                  | -                  | -          | -          | -          | 6      | 0      |
| 2015                    | Levadia Tallin          | ML                      | 28         | 5          | CE              | 1               | 0               | UCL                | 2                  | 0                  | SE         | 1          | 2          | 32     | 7      |
| Totale Levadia Tallin   | Totale Levadia Tallin   | Totale Levadia Tallin   | 46         | 9          |                 | 1+              | 0+              |                    | 4+                 | 0+                 |            | -          | -          | 41+    | 9+     |
| 2015                    | Levadia Tallin 2        | EL                      | 5          | 2          | -               | -               | -               | -                  | -                  | -                  | -          | -          | -          | 5      | 2      |
| Totale Levadia Tallin 2 | Totale Levadia Tallin 2 | Totale Levadia Tallin 2 | 42         | 49         |                 | -               | -               |                    | -                  | -                  |            | -          | -          | 42     | 49     |
| 2016                    | Nybergsund              | 2D                      | 26         | 18         | CN              | 1               | 0               | -                  | -                  | -                  | -          | -          | -          | 27     | 18     |
| 2017                    | Nybergsund              | 2D                      | 26         | 8          | CN              | 2               | 0               | -                  | -                  | -                  | -          | -          | -          | 28     | 8      |
| Totale Nybergsund       | Totale Nybergsund       | Totale Nybergsund       | 52         | 26         |                 | 3               | 0               |                    | -                  | -                  |            | -          | -          | 55     | 26     |
| 2018                    | B36 Tórshavn            | FD                      | 0          | 0          | CF              | 0               | 0               | UEL                | 0                  | 0                  | -          | -          | -          | 0      | 0      |
| Totale                  | Totale                  | Totale                  | 267        | 105        |                 | 14+             | 4+              |                    | 4+                 | 0+                 |            | -          | -          | 285+   | 109+   |

### Cronologia presenze e reti in nazionale
| Cronologia completa delle presenze e delle reti in nazionale ― Estonia | Cronologia completa delle presenze e delle reti in nazionale ― Estonia | Cronologia completa delle presenze e delle reti in nazionale ― Estonia | Cronologia completa delle presenze e delle reti in nazionale ― Estonia | Cronologia completa delle presenze e delle reti in nazionale ― Estonia | Cronologia completa delle presenze e delle reti in nazionale ― Estonia | Cronologia completa delle presenze e delle reti in nazionale ― Estonia | Cronologia completa delle presenze e delle reti in nazionale ― Estonia |
| Data                                                                   | Città                                                                  | In casa                                                                | Risultato                                                              | Ospiti                                                                 | Competizione                                                           | Reti                                                                   | Note                                                                   |
| ---------------------------------------------------------------------- | ---------------------------------------------------------------------- | ---------------------------------------------------------------------- | ---------------------------------------------------------------------- | ---------------------------------------------------------------------- | ---------------------------------------------------------------------- | ---------------------------------------------------------------------- | ---------------------------------------------------------------------- |
| 8-9-2007                                                               | Zagabria                                                               | Croazia                                                                | 2 – 0                                                                  | Estonia                                                                | Qual. Euro 2008                                                        | -                                                                      |                                                                        |
| 12-9-2007                                                              | Skopje                                                                 | Macedonia del Nord                                                     | 1 – 1                                                                  | Estonia                                                                | Qual. Euro 2008                                                        | -                                                                      |                                                                        |
| 13-10-2007                                                             | Londra                                                                 | Inghilterra                                                            | 3 – 0                                                                  | Estonia                                                                | Qual. Euro 2008                                                        | -                                                                      |                                                                        |
| 17-10-2007                                                             | Tallinn                                                                | Estonia                                                                | 0 – 1                                                                  | Montenegro                                                             | Amichevole                                                             | -                                                                      |                                                                        |
| 9-11-2007                                                              | Gedda                                                                  | Arabia Saudita                                                         | 2 – 0                                                                  | Estonia                                                                | Amichevole                                                             | -                                                                      |                                                                        |
| 17-11-2007                                                             | Andorra la Vella                                                       | Andorra                                                                | 0 – 2                                                                  | Estonia                                                                | Qual. Euro 2008                                                        | -                                                                      |                                                                        |
| 21-11-2007                                                             | Tashkent                                                               | Uzbekistan                                                             | 0 – 0                                                                  | Estonia                                                                | Amichevole                                                             | -                                                                      |                                                                        |
| 27-2-2008                                                              | Wronki                                                                 | Polonia                                                                | 2 – 0                                                                  | Estonia                                                                | Amichevole                                                             | -                                                                      |                                                                        |
| 26-3-2008                                                              | Tallinn                                                                | Estonia                                                                | 2 – 0                                                                  | Canada                                                                 | Amichevole                                                             | -                                                                      |                                                                        |
| 27-5-2008                                                              | Tallinn                                                                | Estonia                                                                | 1 – 1                                                                  | Georgia                                                                | Amichevole                                                             | -                                                                      |                                                                        |
| 10-9-2008                                                              | Zenica                                                                 | Bosnia ed Erzegovina                                                   | 7 – 0                                                                  | Estonia                                                                | Qual. Mondiali 2010                                                    | -                                                                      |                                                                        |
| 11-10-2008                                                             | Tallinn                                                                | Estonia                                                                | 0 – 3                                                                  | Spagna                                                                 | Qual. Mondiali 2010                                                    | -                                                                      |                                                                        |
| 12-11-2008                                                             | Tallinn                                                                | Estonia                                                                | 1 – 1                                                                  | Lettonia                                                               | Amichevole                                                             | -                                                                      |                                                                        |
| 22-11-2008                                                             | Tallinn                                                                | Estonia                                                                | 1 – 1                                                                  | Lituania                                                               | Amichevole                                                             | -                                                                      |                                                                        |
| 28-3-2009                                                              | Erevan                                                                 | Armenia                                                                | 2 – 2                                                                  | Estonia                                                                | Qual. Mondiali 2010                                                    | -                                                                      |                                                                        |
| 10-10-2009                                                             | Tallinn                                                                | Estonia                                                                | 0 – 2                                                                  | Bosnia ed Erzegovina                                                   | Qual. Mondiali 2010                                                    | -                                                                      |                                                                        |
| 14-10-2009                                                             | Tallinn                                                                | Estonia                                                                | 2 – 0                                                                  | Belgio                                                                 | Qual. Mondiali 2010                                                    | -                                                                      |                                                                        |
| 14-11-2009                                                             | Tallinn                                                                | Estonia                                                                | 0 – 0                                                                  | Albania                                                                | Amichevole                                                             | -                                                                      |                                                                        |
| 30-12-2009                                                             | Vila Real de Santo António                                             | Angola                                                                 | 0 – 1                                                                  | Estonia                                                                | Amichevole                                                             | 1                                                                      |                                                                        |
| 26-5-2010                                                              | Tallinn                                                                | Estonia                                                                | 0 – 0                                                                  | Croazia                                                                | Amichevole                                                             | -                                                                      |                                                                        |
| 19-6-2010                                                              | Kaunas                                                                 | Estonia                                                                | 0 – 0                                                                  | Lettonia                                                               | Coppa del Baltico 2010                                                 | -                                                                      |                                                                        |
| 20-6-2010                                                              | Kaunas                                                                 | Lituania                                                               | 2 – 0                                                                  | Estonia                                                                | Coppa del Baltico 2010                                                 | -                                                                      |                                                                        |
| 11-8-2010                                                              | Tallinn                                                                | Estonia                                                                | 2 – 1                                                                  | Fær Øer                                                                | Qual. Euro 2012                                                        | 1                                                                      |                                                                        |
| 3-9-2010                                                               | Tallinn                                                                | Estonia                                                                | 1 – 2                                                                  | Italia                                                                 | Qual. Euro 2012                                                        | -                                                                      |                                                                        |
| 7-9-2010                                                               | Tallinn                                                                | Estonia                                                                | 3 – 3                                                                  | Uzbekistan                                                             | Amichevole                                                             | -                                                                      |                                                                        |
| 8-10-2010                                                              | Belgrado                                                               | Serbia                                                                 | 1 – 3                                                                  | Estonia                                                                | Qual. Euro 2012                                                        | -                                                                      |                                                                        |
| 12-10-2010                                                             | Tallinn                                                                | Estonia                                                                | 0 – 1                                                                  | Slovenia                                                               | Qual. Euro 2012                                                        | -                                                                      |                                                                        |
| 17-11-2010                                                             | Tallinn                                                                | Estonia                                                                | 1 – 1                                                                  | Liechtenstein                                                          | Amichevole                                                             | -                                                                      |                                                                        |
| 25-3-2011                                                              | Tallinn                                                                | Estonia                                                                | 2 – 0                                                                  | Uruguay                                                                | Amichevole                                                             | -                                                                      |                                                                        |
| 29-3-2011                                                              | Tallinn                                                                | Estonia                                                                | 1 – 1                                                                  | Serbia                                                                 | Qual. Euro 2012                                                        | -                                                                      |                                                                        |
| 3-6-2011                                                               | Modena                                                                 | Italia                                                                 | 3 – 0                                                                  | Estonia                                                                | Qual. Euro 2012                                                        | -                                                                      |                                                                        |
| 7-6-2011                                                               | Toftir                                                                 | Fær Øer                                                                | 2 – 0                                                                  | Estonia                                                                | Qual. Euro 2012                                                        | -                                                                      |                                                                        |
| 10-8-2011                                                              | Istanbul                                                               | Turchia                                                                | 3 – 0                                                                  | Estonia                                                                | Amichevole                                                             | -                                                                      |                                                                        |
| 6-9-2011                                                               | Tallinn                                                                | Estonia                                                                | 4 – 1                                                                  | Irlanda del Nord                                                       | Qual. Euro 2012                                                        | 1                                                                      |                                                                        |
| 11-10-2011                                                             | Tallinn                                                                | Estonia                                                                | 0 – 2                                                                  | Ucraina                                                                | Amichevole                                                             | -                                                                      |                                                                        |
| 15-11-2011                                                             | Dublino                                                                | Irlanda                                                                | 1 – 1                                                                  | Estonia                                                                | Qual. Euro 2012                                                        | -                                                                      |                                                                        |
| 25-5-2012                                                              | Pola                                                                   | Croazia                                                                | 3 – 1                                                                  | Estonia                                                                | Amichevole                                                             | -                                                                      |                                                                        |
| 28-5-2012                                                              | Kufstein                                                               | Ucraina                                                                | 4 – 0                                                                  | Estonia                                                                | Amichevole                                                             | -                                                                      |                                                                        |
| 1-6-2012                                                               | Tartu                                                                  | Estonia                                                                | 1 – 2                                                                  | Finlandia                                                              | Coppa del Baltico 2012                                                 | -                                                                      |                                                                        |
| 3-6-2012                                                               | Tartu                                                                  | Estonia                                                                | 1 – 0                                                                  | Lituania                                                               | Coppa del Baltico 2012                                                 | -                                                                      |                                                                        |
| 5-6-2012                                                               | Le Mans                                                                | Francia                                                                | 4 – 0                                                                  | Estonia                                                                | Amichevole                                                             | -                                                                      |                                                                        |
| 15-8-2012                                                              | Tallinn                                                                | Estonia                                                                | 1 – 0                                                                  | Polonia                                                                | Amichevole                                                             | -                                                                      |                                                                        |
| 11-9-2012                                                              | Istanbul                                                               | Turchia                                                                | 3 – 0                                                                  | Estonia                                                                | Qual. Mondiali 2014                                                    | -                                                                      |                                                                        |
| 4-6-2014                                                               | Reykjavík                                                              | Islanda                                                                | 1 – 0                                                                  | Estonia                                                                | Amichevole                                                             | -                                                                      |                                                                        |
| 7-6-2014                                                               | Tallinn                                                                | Estonia                                                                | 2 – 1                                                                  | Tagikistan                                                             | Amichevole                                                             | -                                                                      |                                                                        |
| 4-9-2014                                                               | Solna                                                                  | Svezia                                                                 | 2 – 0                                                                  | Estonia                                                                | Amichevole                                                             | -                                                                      |                                                                        |
| Totale                                                                 |                                                                        | Presenze                                                               | 46                                                                     |                                                                        | Reti                                                                   | 3                                                                      |                                                                        |

## Palmarès

### Club
- Coppa di Estonia: 2

Levadia Tallinn: 2004-2005, 2006-2007
- Campionato estone: 2

Levadia Tallinn: 2006, 2007
- Supercoppa di Estonia: 1

Levadia Tallinn: 2015